# Vincenzo Micheli

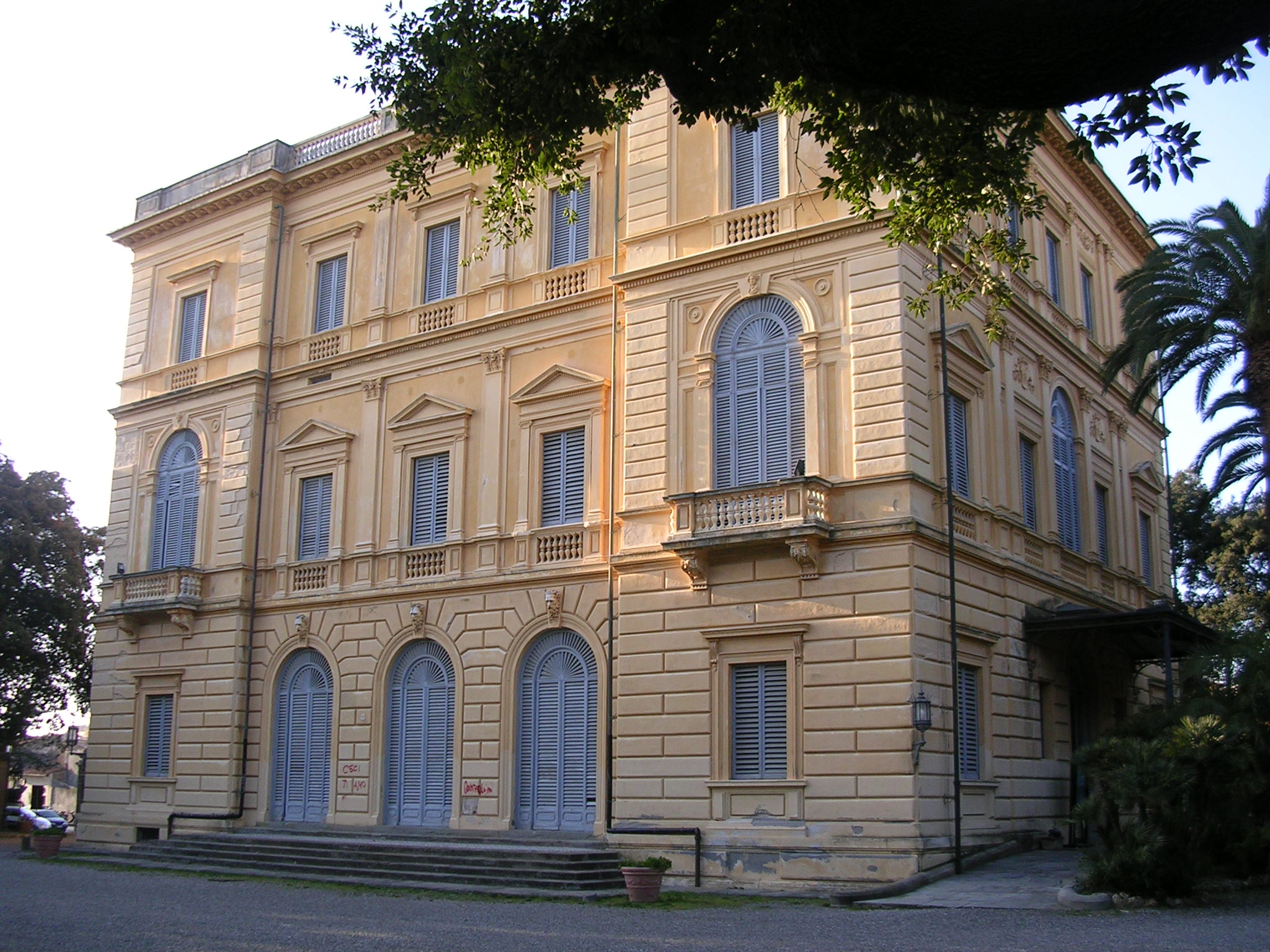
Villa Mimbelli, Livorno

Vincenzo Micheli (* 1833 in Modena; † 1905) war ein italienischer Architekt des Historismus.
Micheli studierte an der Accademia di Belle Arti (Florenz) und wurde Schüler und Mitarbeiter von Emilio de Fabris. Er wurde als Mitglied diverser Akademien berufen und erhielt die Würde eines Cavaliere del Regno, war an den Arbeiten der Kommission betreffend die Mole Antonelliana in Turin beteiligt und an den Wettbewerben für den Justizpalast in Rom und die Fassade des Doms in Arezzo.
Micheli war besonders in der Toskana aktiv. In Florenz gestaltete er unter anderem die Synagoge (1874–1882), (in Zusammenarbeit mit Mariano Falcini und Marco Treves) sowie den großen Bogen (Arcone) der Piazza della Repubblica, den Erweiterungsbau des Ospedale di Santa Maria Nuova und die neugotische Franziskuskirche (1887).
Micheli arbeitete auch für den reichen Marmorhändler Bernardo Fabbricotti in Carrara und Livorno.
Sein Sohn Alberto Micheli Pellegrini wurde ein geschätzter Porträt- und Landschaftsmaler.

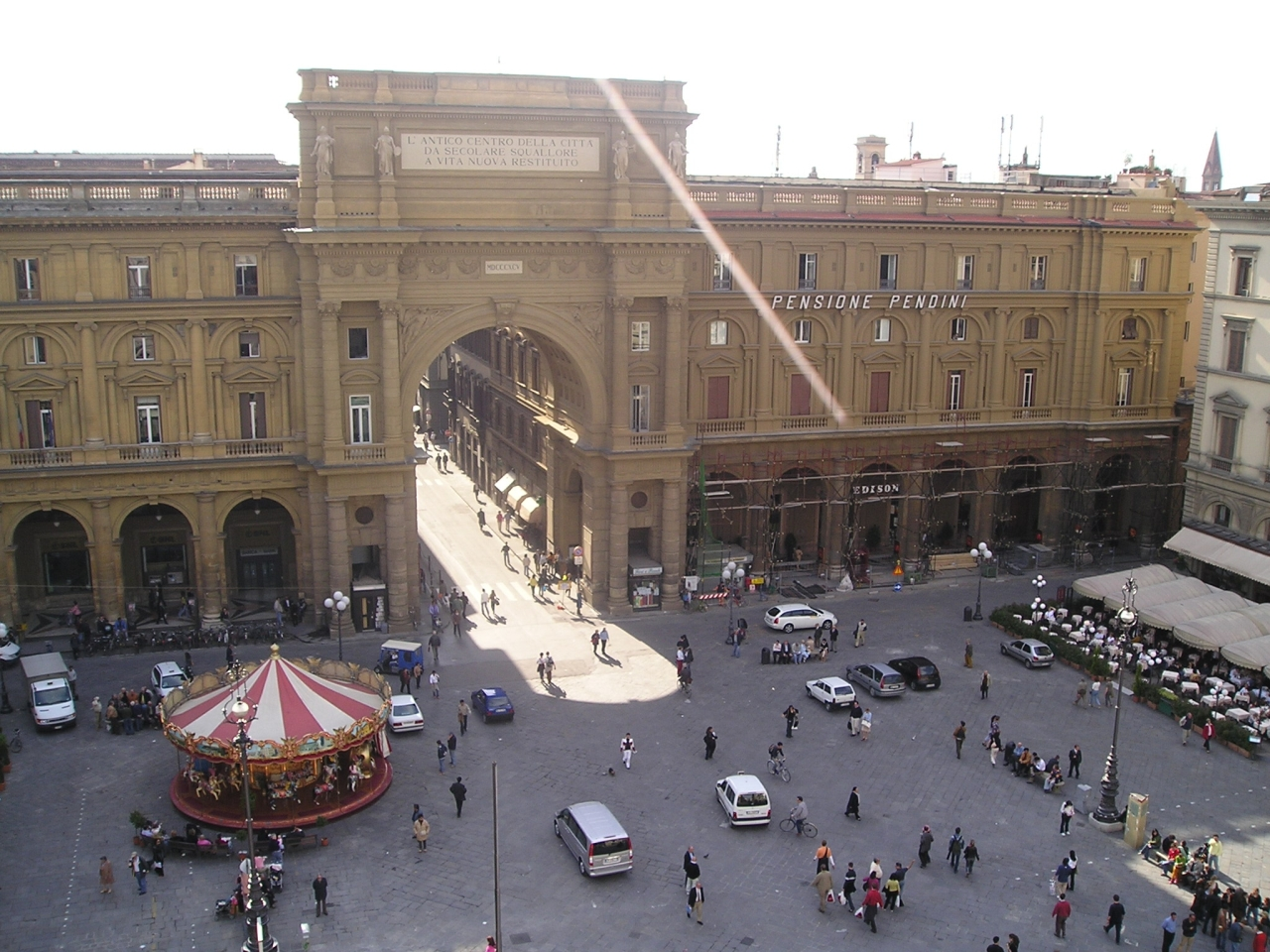
Piazza della Repubblica Florenz
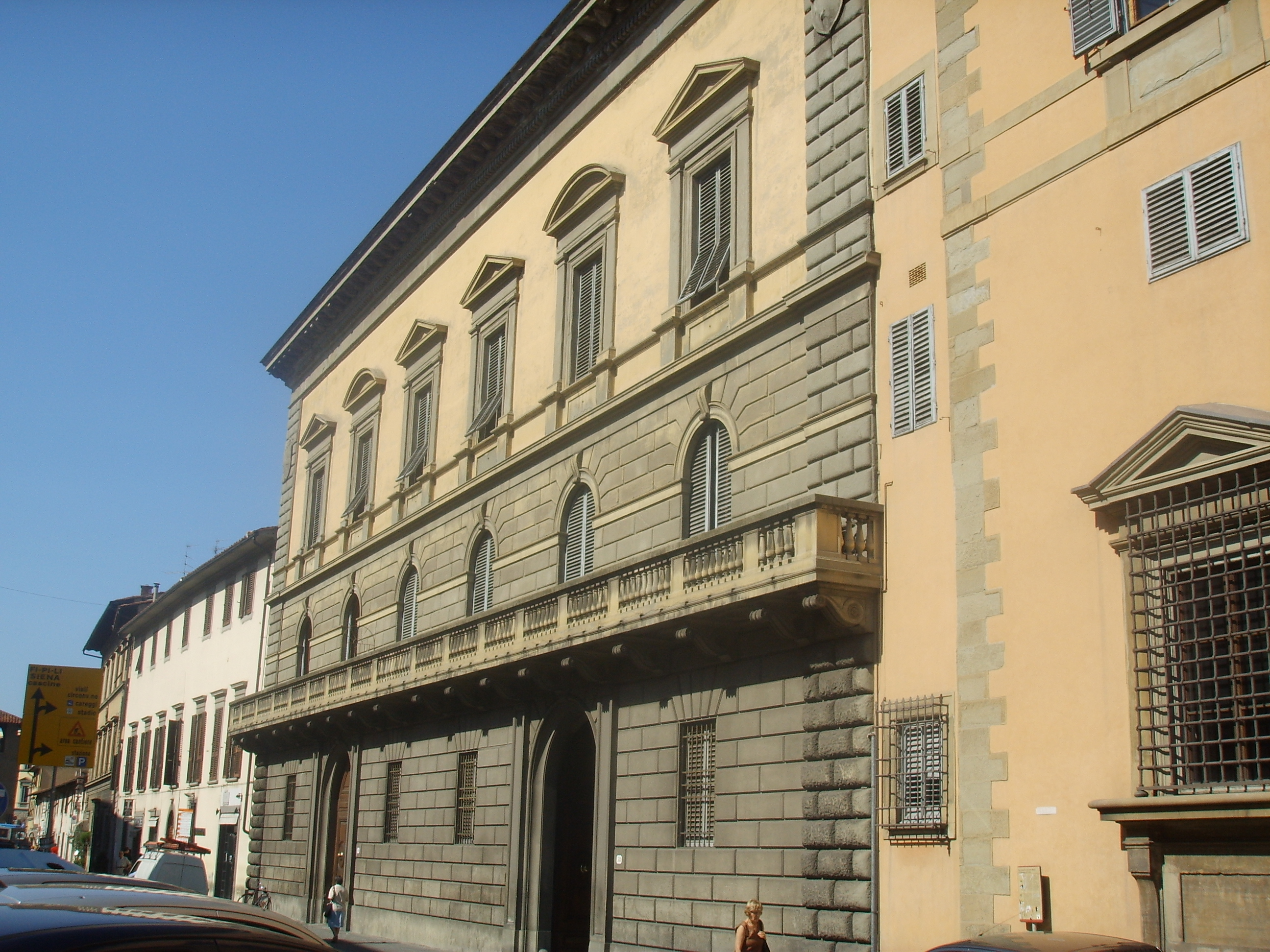
Palazzo Corsini al Prato, Florenz
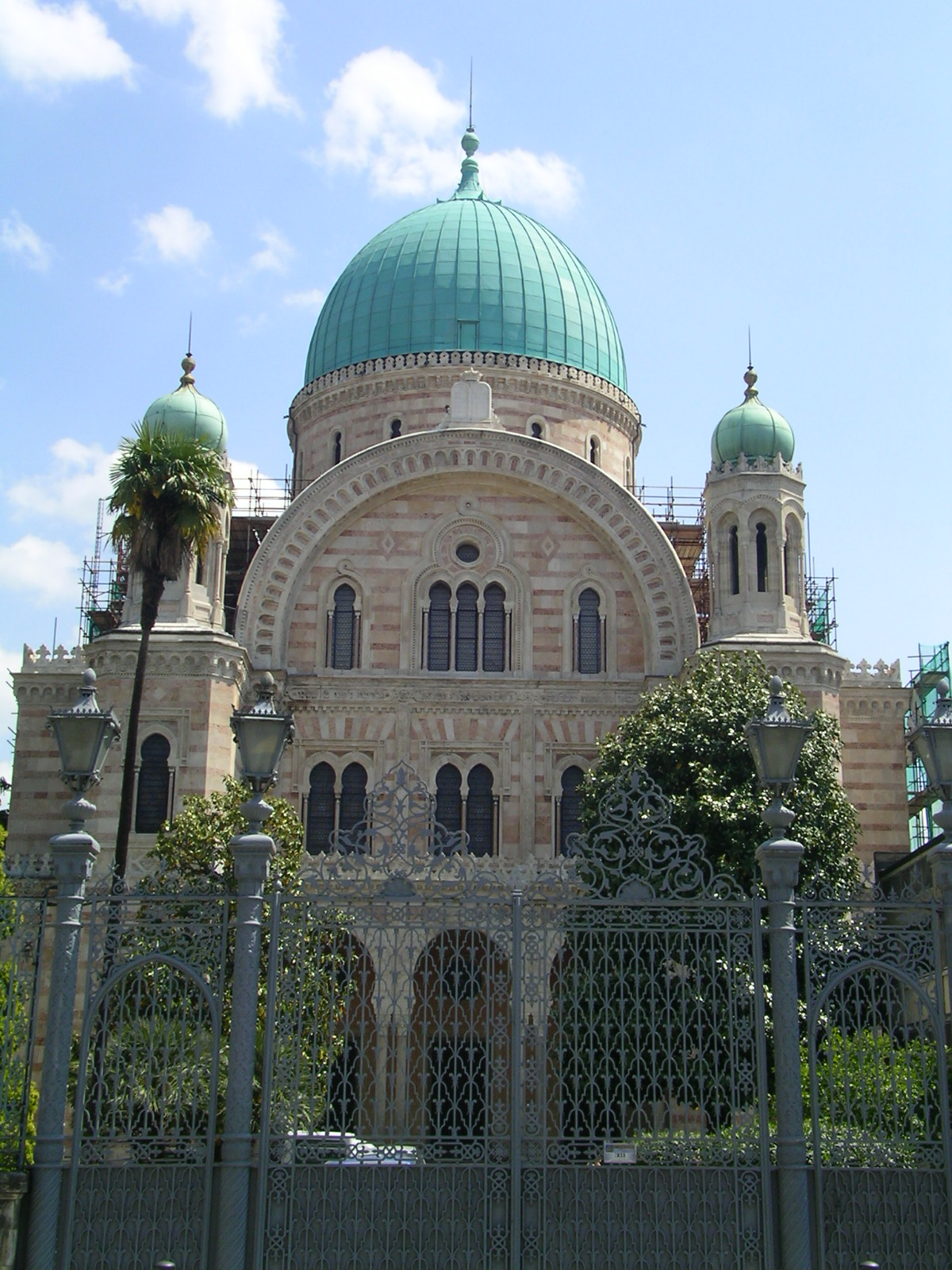
Synagoge von Florenz
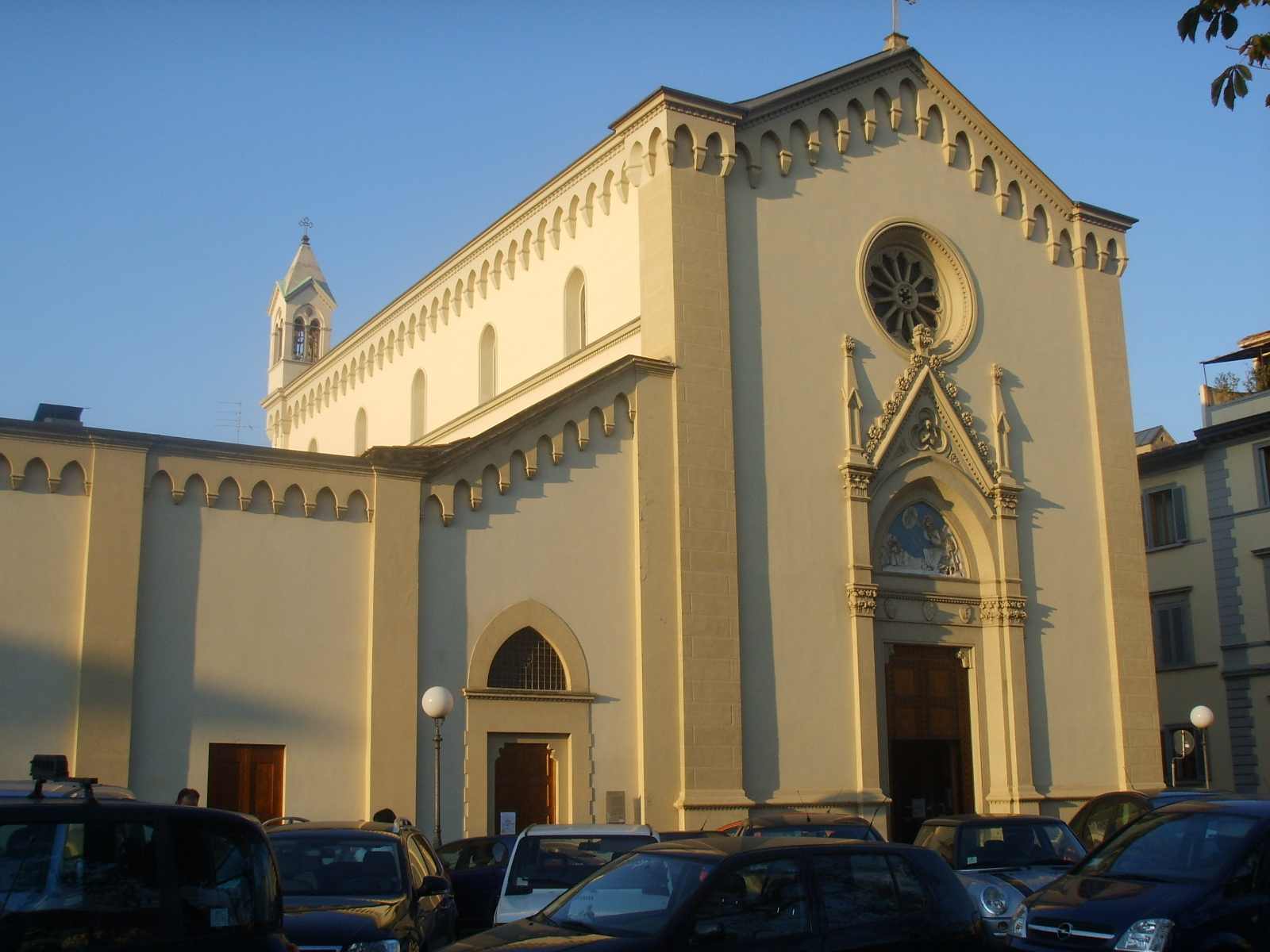
Kirche San Francesco, Firenze